# História dos judeus em Łuków
A história dos judeus em Łuków, na Polônia, vai do século XV ao século XX. A comunidade floresceu do século XVIII ao início do século XX, após a confirmação de certos privilégios concedidos aos judeus poloneses em 1659. A comunidade tinha suas próprias sinagogas, yeshivas, beit midrash, mikveh, escolas e centro comunitário. No século XIX, a maioria da população geral de Łuków era judia, com muitas pessoas trabalhando em uma fábrica de calçados. Membros da comunidade seguiram vários movimentos, incluindo o judaísmo hassídico, socialismo, os movimentos trabalhistas e o sionismo. A maioria da comunidade judaica de Łuków foi assassinada no Holocausto. Havia apenas cerca de 150 sobreviventes no total, a maioria dos quais partiu para a União Soviética.